# Diagonální turbína

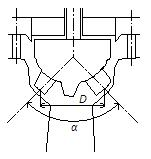
Nákres diagonální turbíny

Diagonální turbína má obecně diagonální průtok kapaliny, jež lze upravit podle natočení lopatek. Tato turbína má podobnou konstrukci jako Kaplanova turbína, ale hodí se pro větší spády až 120 m. Lopatky jsou také příznivě namáhány, protože odstředivá síla částečně vyvažuje tlak kapaliny. Počet oběžných lopatek může být 12 až 14. Různým diagonálním úhlem α (viz obrázek) lze dosáhnout optimálních vlastností pro různý jmenovitý spád.